# Hermandad de Jesús en su Tercera Caída
La Hermandad de Jesús en su Tercera Caída es una cofradía religiosa católica de la ciudad de Zamora, Castilla y León, España. Tiene su sede en la Iglesia de San Lázaro. Forma parte de la Semana Santa de Zamora.

## Historia

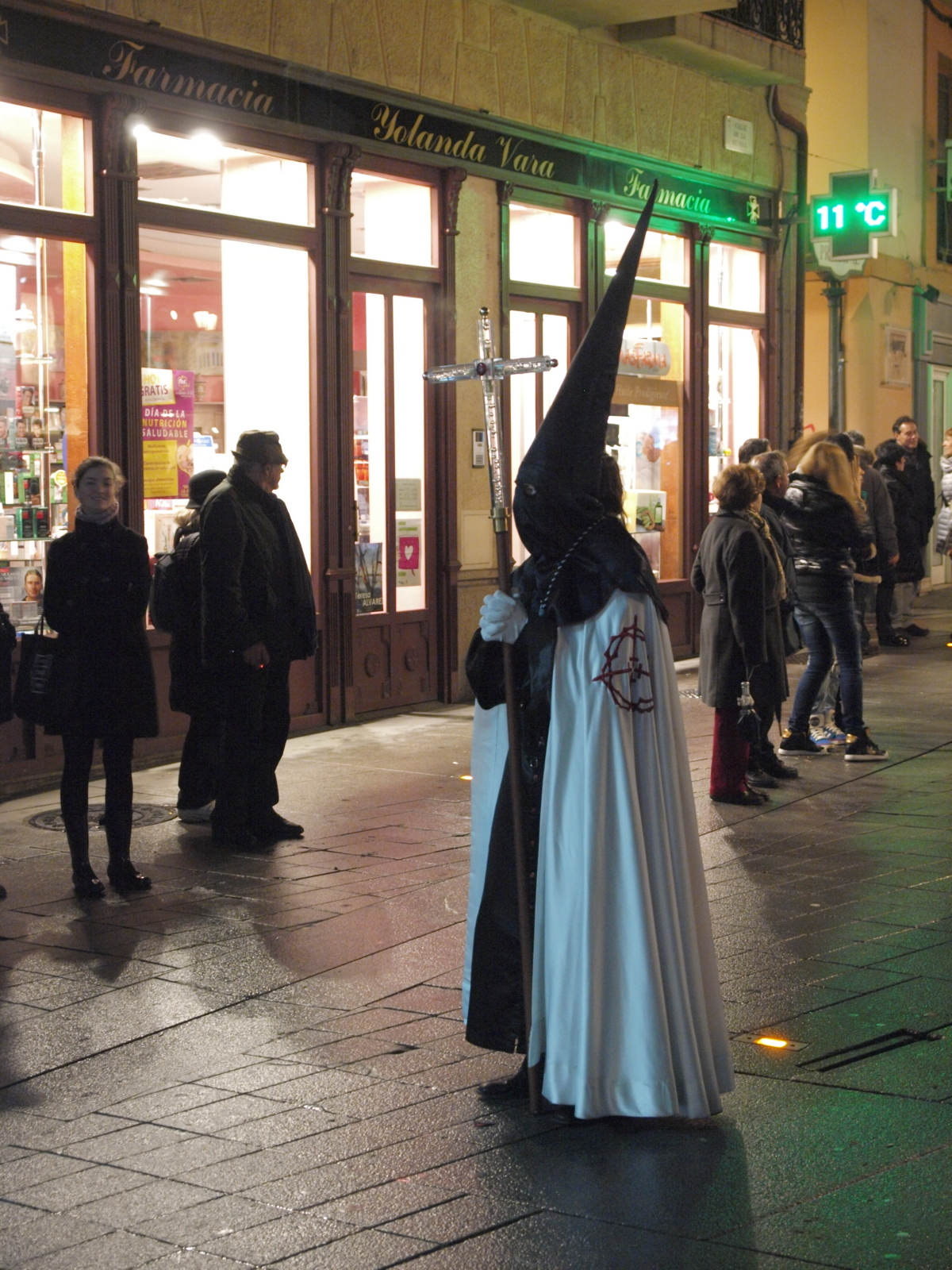

Fue fundada el 16 de abril de 1942, aunque realizó su primer desfile el Miércoles Santo de 1943. La Cofradía nace con la intención de congregar en su seno a los excombatientes de la Guerra Civil, y así, hacer un homenaje a los caídos en dicha contienda y orar por sus almas. Los primeros años procesiona con la imagen principal del paso de “La Caída” de la Congregación de Jesús Nazareno, vestido con una túnica blanca, hasta que en la Semana Santa de 1947 es bendecida su actual imagen titular, realizada por Quintín de la Torre, y que representa a un Jesús abatido por la Cruz. Más tarde, se realiza el paso de la Despedida de Jesús y María, en 1957, realizada por Enrique Pérez Comendador. Para completar la iconografía del desfile, Ramón Abrantes talla una imagen de la Virgen, bendecida en 1959, que bajo la advocación de la Amargura, cierra el desfile de la tarde noche del Lunes Santo. 
Además de los pasos procesionales, hay que señalar que desfila una colección de cruces realizadas por José Luís Coomonte y una corona de gran envergadura llevada en andas. 

## Hábito y hermanos
El atuendo es una túnica y caperuz de raso negro y una capa blanca de raso con el escudo de la cofradía bordado en rojo. Cada cofrade lleva un hachón con una vela. En la actualidad tiene unos 3000 hermanos y tiene las listas abiertas, es decir, cualquier bautizado puede pertenecer a ella.

## Música
El cortejo lo abre una banda de cornetas y tambores. Tras los pasos se sitúan tres bandas de música que durante la procesión interpretan marchas. Además participa un cuarteto de clarines.

## Momentos destacados

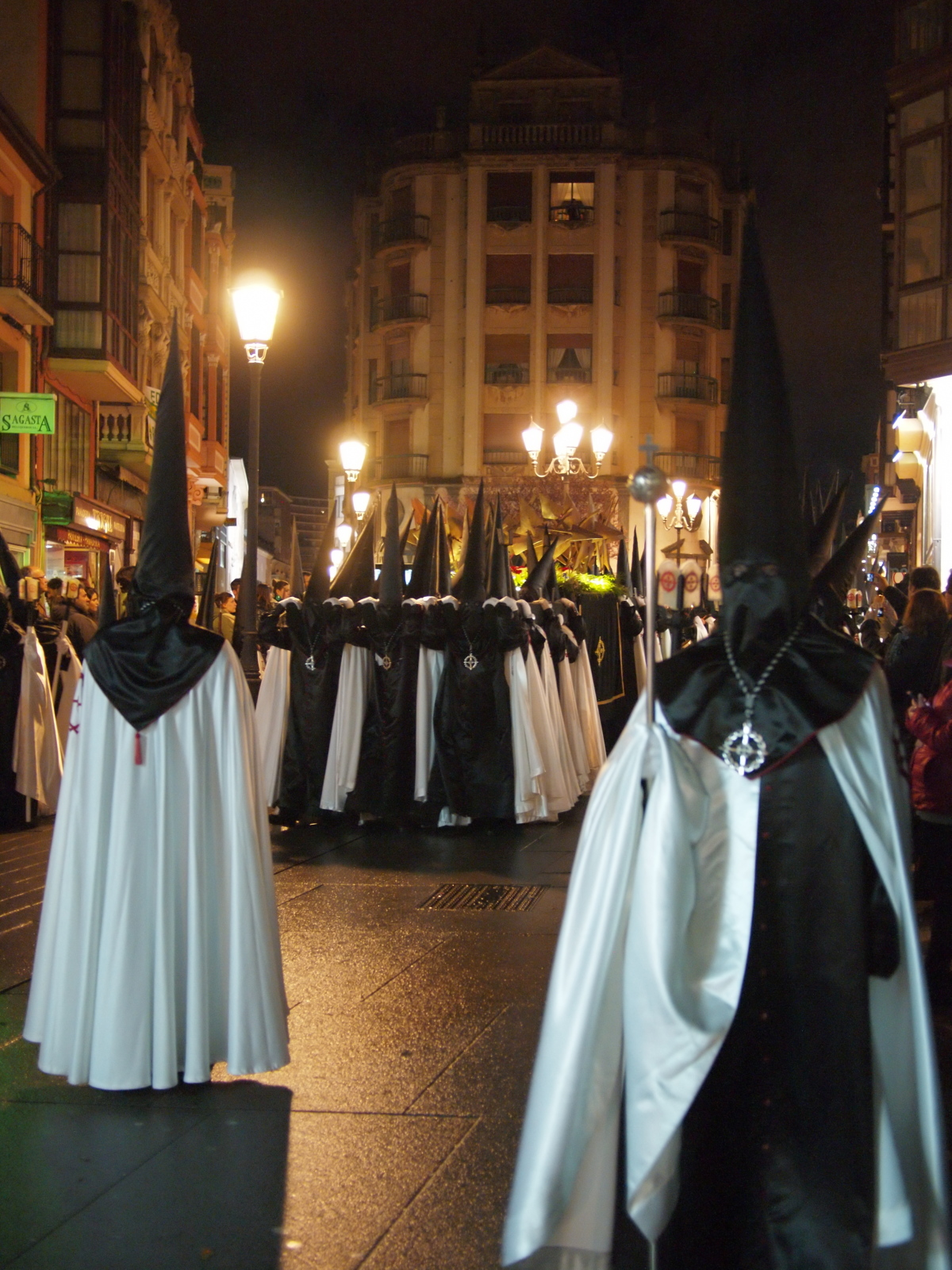

Se recomienda ver esta procesión en la subida en la calle del Riego y Plaza Mayor donde se realiza una Oración por los fallecidos de la Hermandad y el canto de "La Muerte No Es El Final".

## Pasos
- Despedida de Jesús y su Madre Está realizada por el cacereño Enrique Aniano Pérez Comendador en 1957. Está tallado en madera de pino, cedro y ciprés y pintado al óleo. Los ojos de ambas imágenes están hechos con gemas finas y marfil, sistema empleado por los escultores egipcios de la Tercera Dinastía. Su importe fue de 125.000 pesetas. Representa con acierto, la despedida de la Virgen y Jesús, la Madre pregunta, y el Hijo responde con una mirada.

- Jesús en su Tercera Caída Está realizada por el bilbaíno Quintín de Torre y Berastegui en 1947. Está tallado en madera de pino del norte a tamaño natural. Esta imagen fue venerada durante muchos años en la Iglesia de San Lázaro hasta que, por la dificultad de su traslado del altar a la mesa procesional, se instaló definitivamente en el Museo de Semana Santa. Su importe fue de 25.000 pesetas. En la actualidad esta otra vez en la Iglesia de San Lázaro. La figura de Jesús Caído, apoya su brazo izquierdo en el suelo mientras que con el otro intenta soportar el peso de la cruz que cae sobre sus espaldas.

- Virgen de la Amargura Realizada por el zamorano Ramón Abrantes Blanco en 1959. Es una imagen de las llamadas de bastidor de 1,82 metros de altura. Tallada en madera de pino el cuerpo y en madera de cerezo cabeza, manos y pies. Viste túnica blanca de lamé plateado y manto de terciopelo negro con bordados en oro. Se encuentra durante todo el año en el Museo de Semana Santa, el Sábado de Dolores es trasladada a la Iglesia Parroquial de San Lázaro de donde parte el desfile de su Hermandad la tarde del Lunes Santo.

## Galería

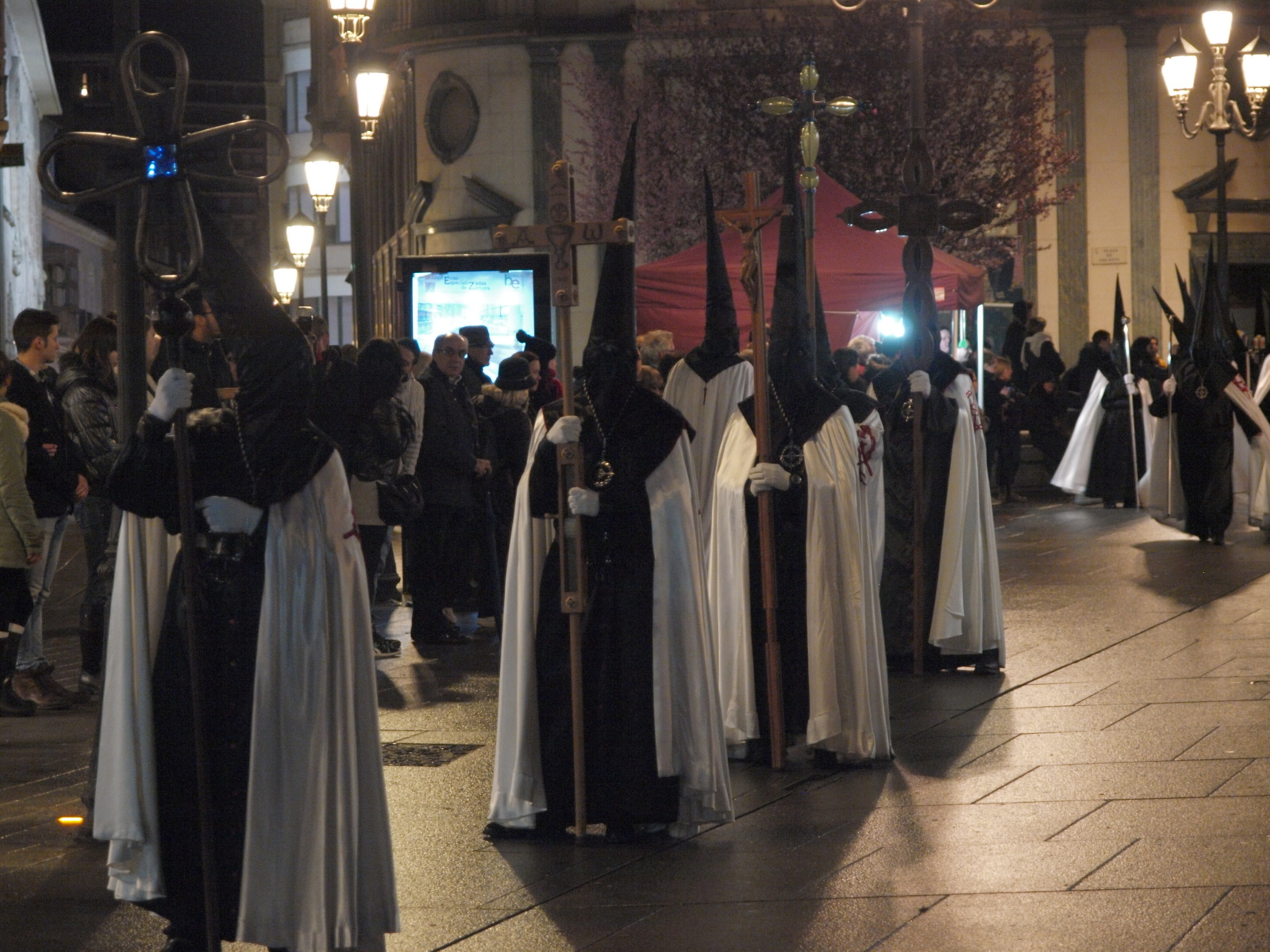
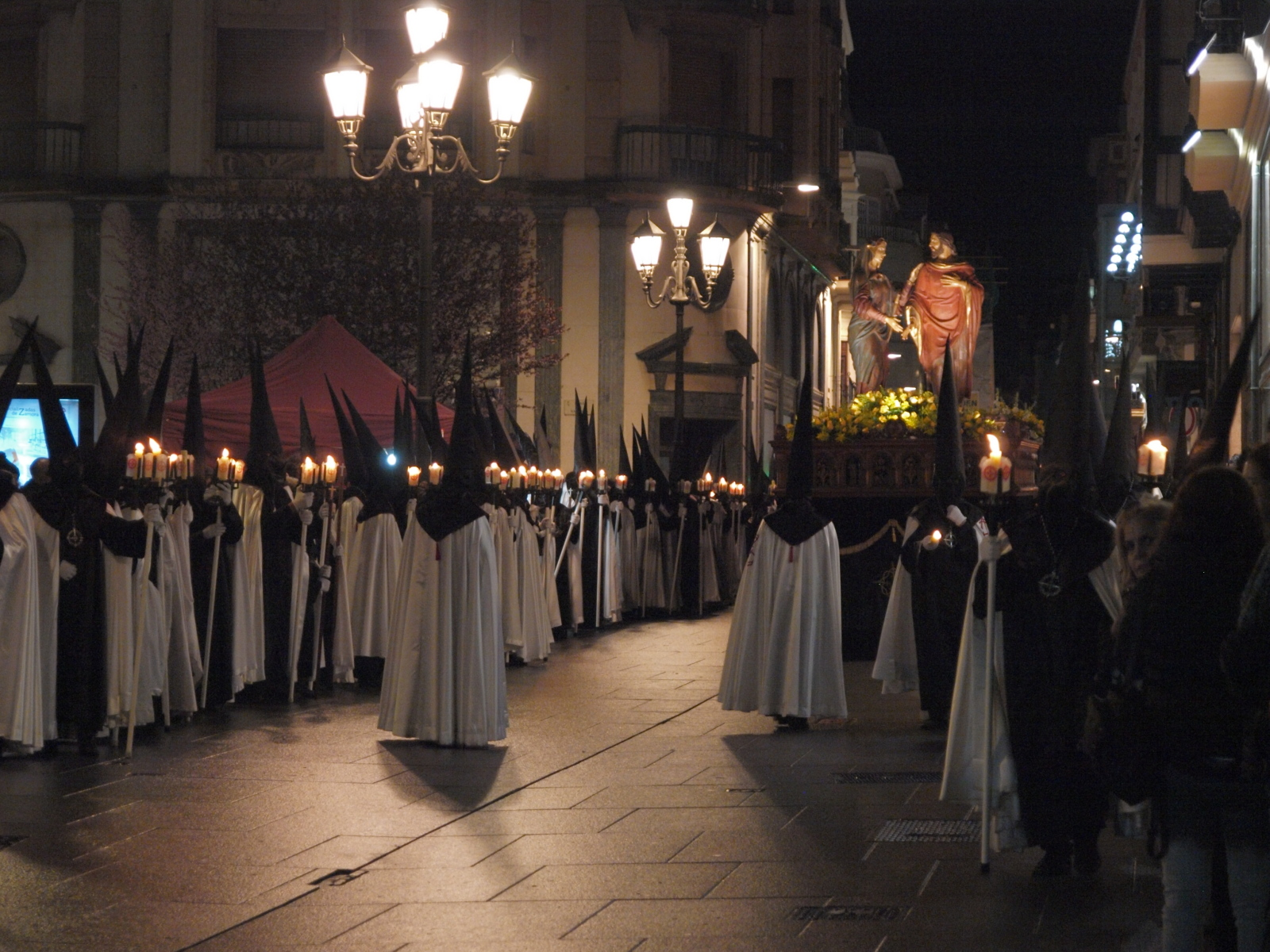
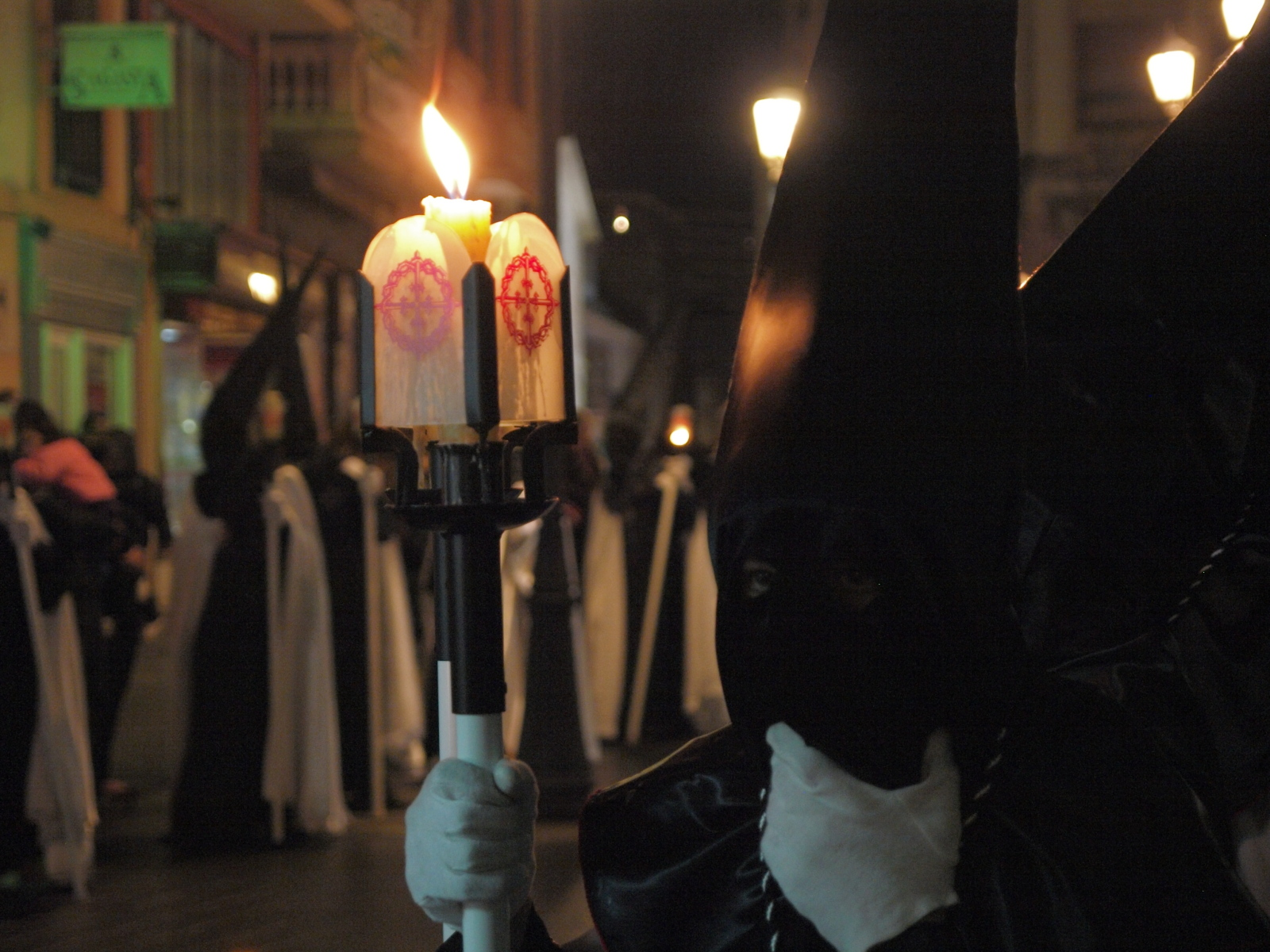
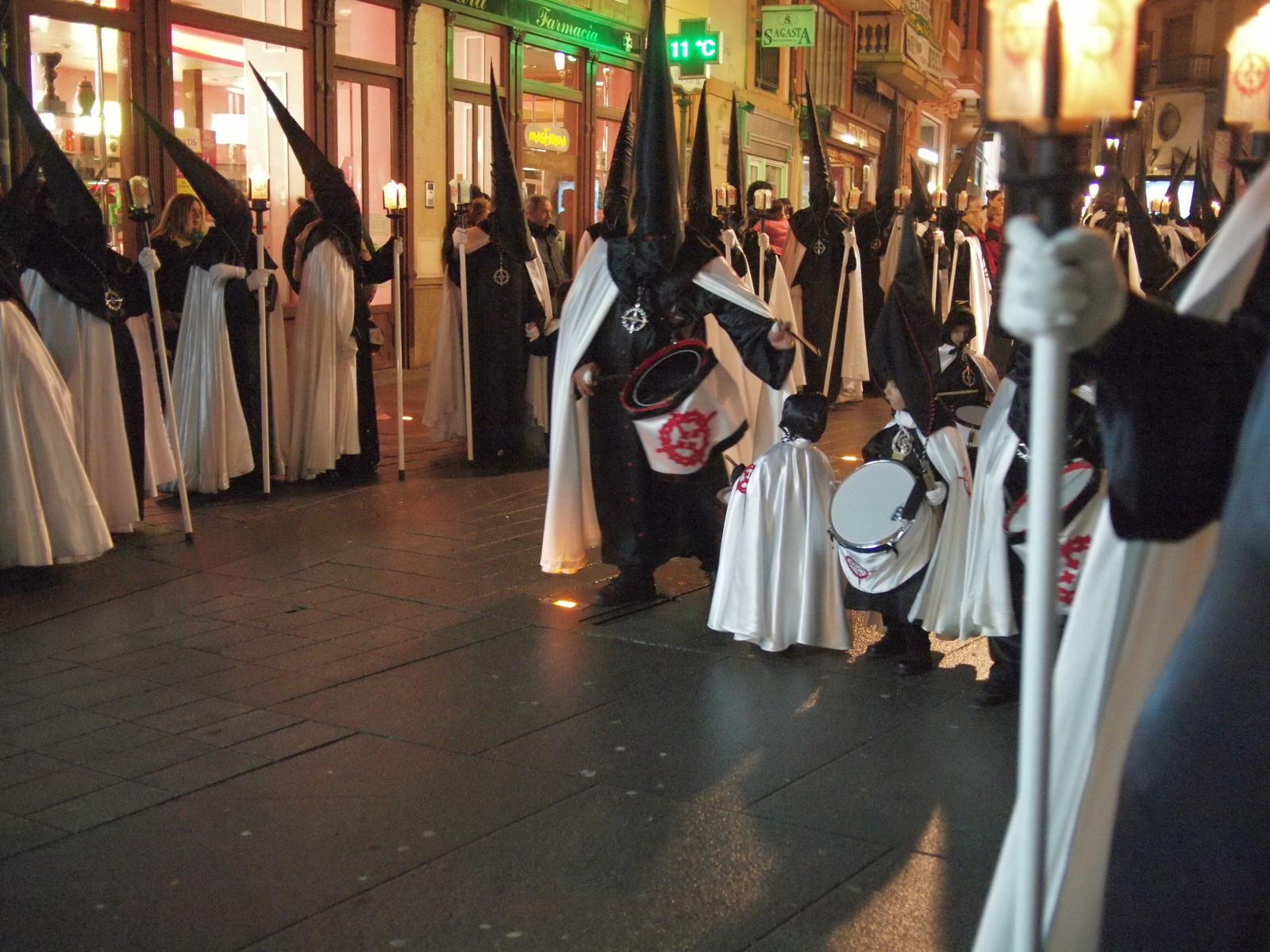
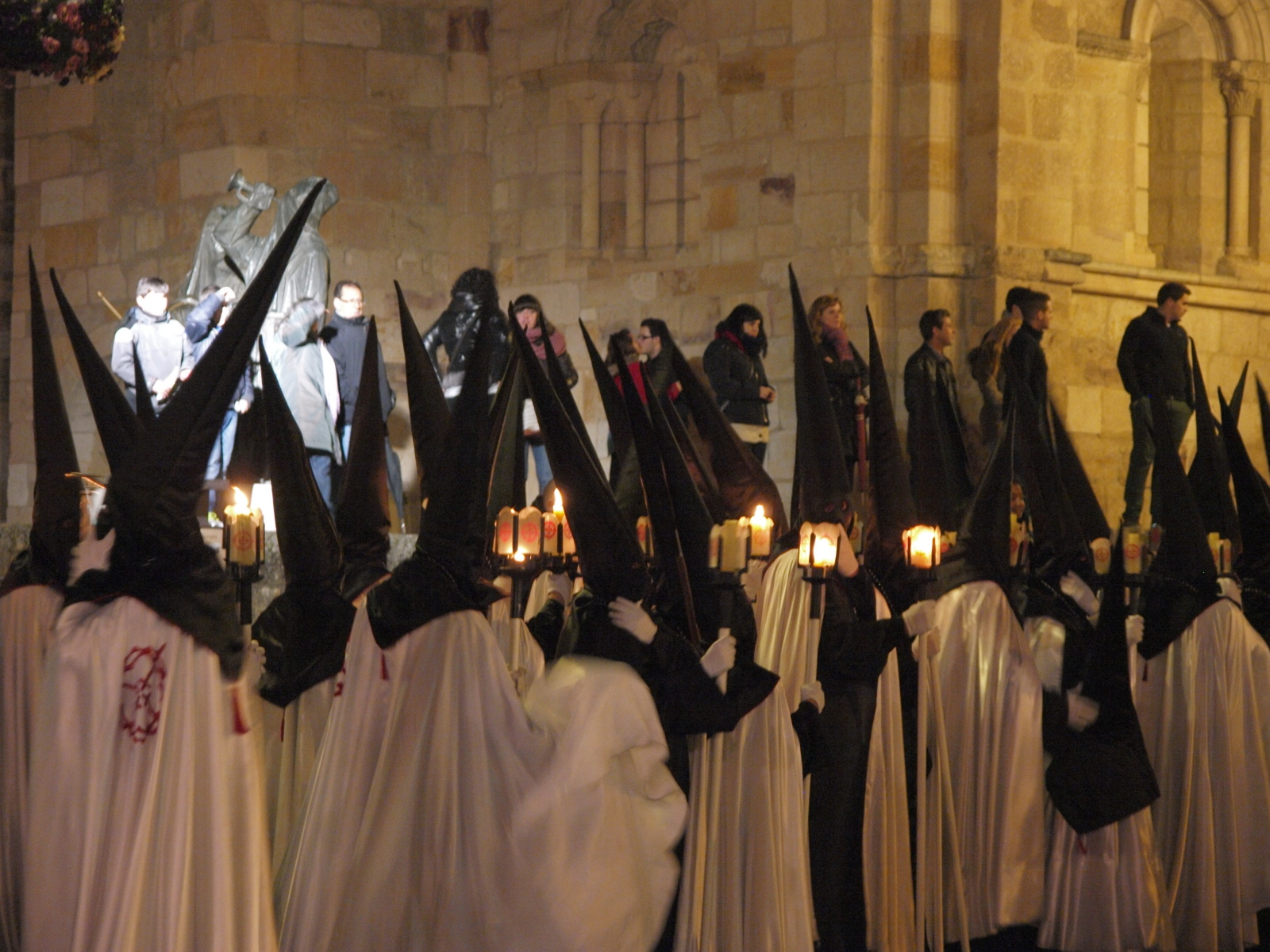
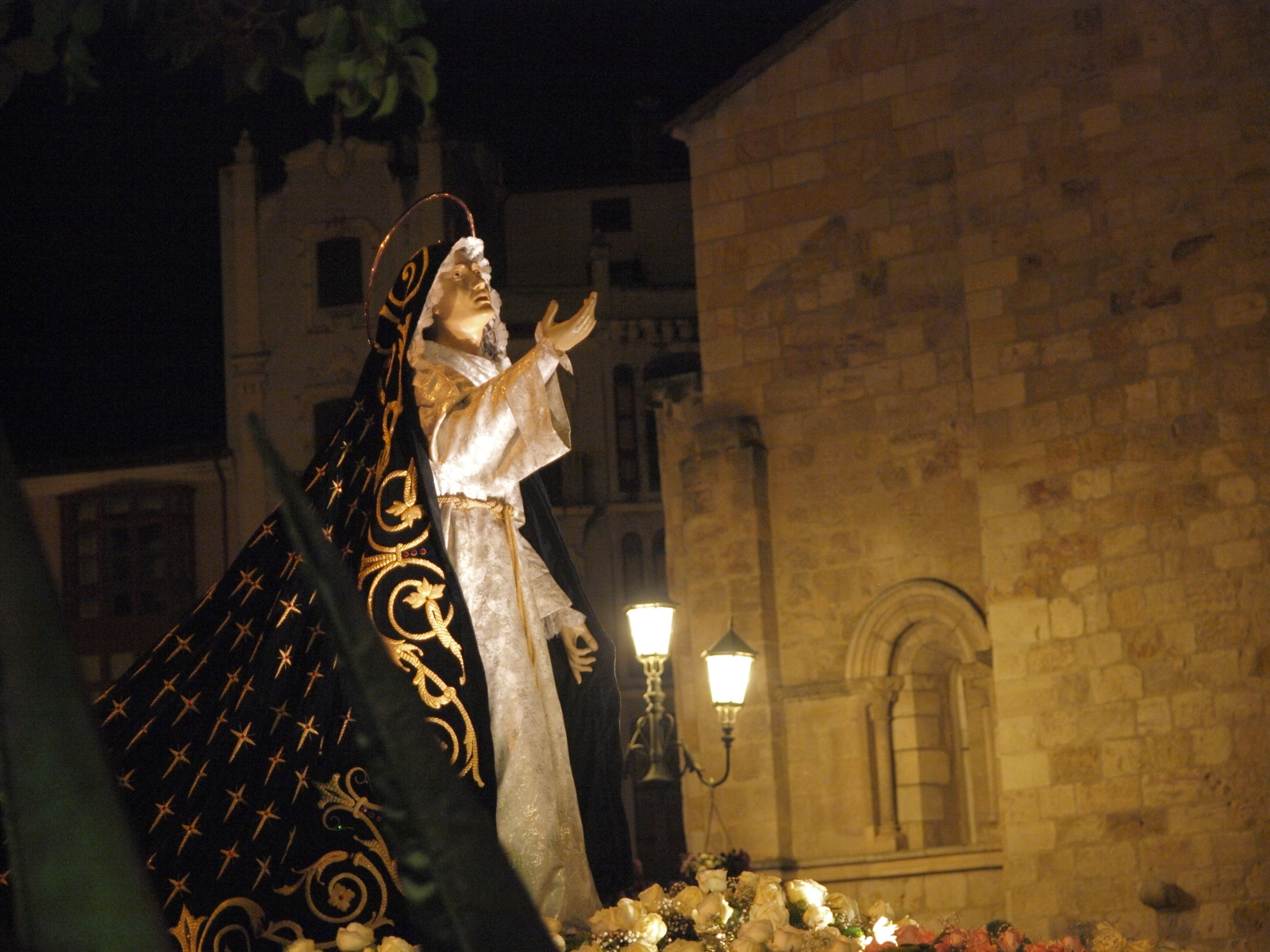